# Oscar Amundsen
Oscar Amund Amundsen, född 2 september 1890 i Kristiania (nuvarande Oslo), död där 24 december 1986, var en norsk skådespelare.
Amundsen filmdebuterade 1919 i Peter Lykke-Seests Æresgjesten, där han spelade rollen som greven. År 1930 emigrerade han till Amerika via Frankrike. Han återvände senare till Norge och verkade åter som filmskådespelare under 1940-, 1950- och 1960-talen. Han var också engagerad vid den norska TV-teatern och vid Det Nye Teater.

## Filmografi
- 1919 – Æresgjesten
- 1942 – Jeg drepte!
- 1943 – Sangen til livet
- 1943 – Den nye lægen
- 1948 – Trollforsen
- 1952 – Trine!
- 1954 – Heksenetter
- 1956 – Gylne ungdom
- 1958 – Bustenskjold
- 1960 – Ungen
- 1961 – Hans Nielsen Hauge